# 956

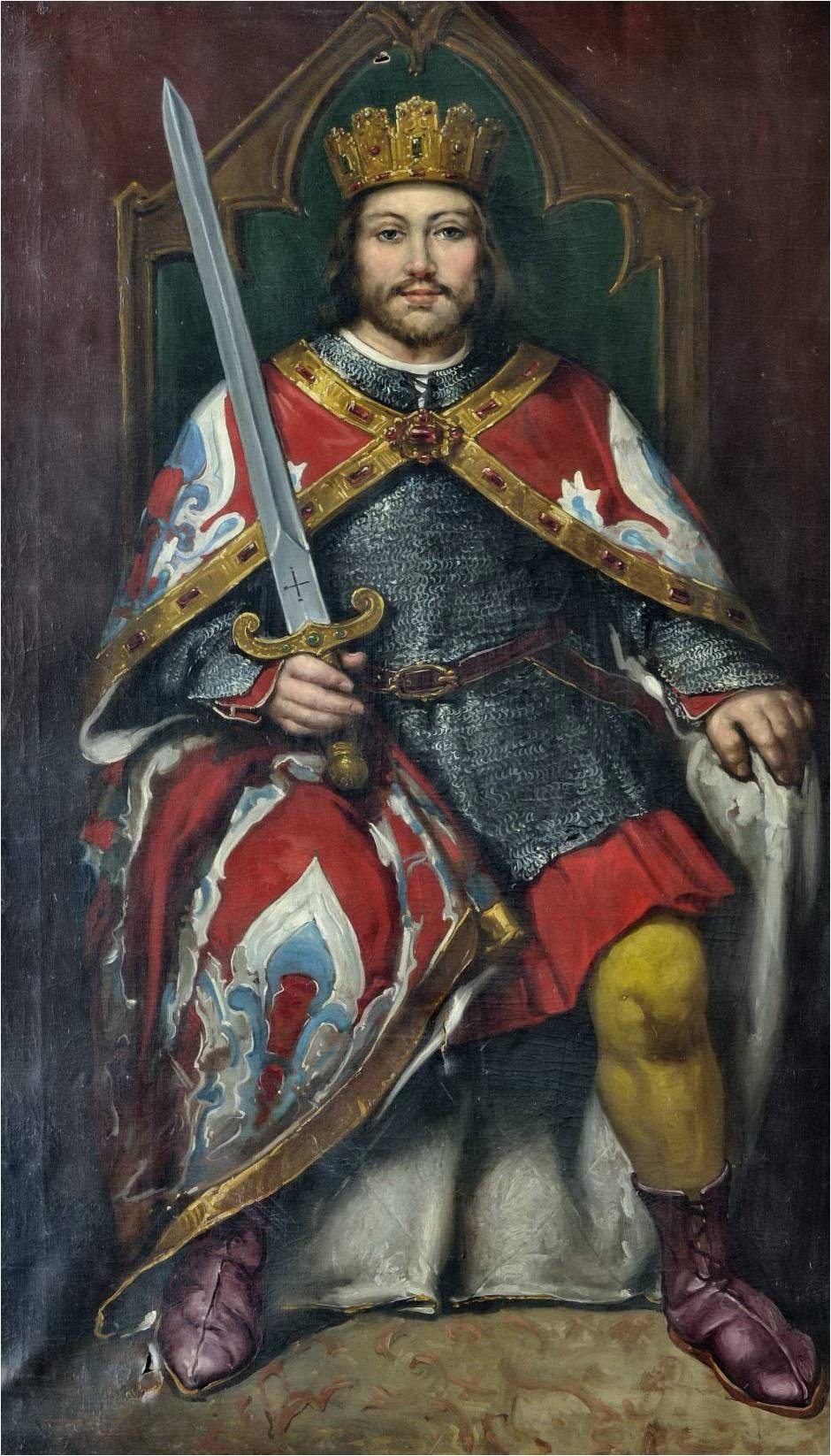
Portret van Sancho I (ca. 932 - 966)

Het jaar 956 is het 56e jaar in de 10e eeuw volgens de christelijke jaartelling.

## Gebeurtenissen

### Europa
- Voorjaar - Liudolf, de oudste zoon van koning Otto I ("de Grote"), verzoent zich met zijn vader en vraagt opnieuw om de aanstelling als hertog van Zwaben. Otto weigert dit verzoek, maar op instigatie van zijn oom Bruno de Grote (hertog van Lotharingen) staat hij Liudolf toe een expeditie te leiden naar Italië om de vazal Berengarius II te dwingen zijn suzereiniteit te erkennen.[1]
- 16 juni - Hugo de Grote, hertog van Aquitanië, overlijdt in Dourdan. Hugo is één van de machtigste edelmannen in Frankrijk. Hij wordt opgevolgd door zijn 15-jarige zoon Hugo Capet, die wordt erkend als "Hertog van de Franken" (voormalig Neustrië) door zijn neef Lotharius III, koning van het West-Frankische Rijk. Hugo erft de meeste bezittingen en titels van zijn vader.[2]
- De 12-jarige Otto volgt zijn schoonvader Giselbert van Chalon op als hertog van Bourgondië en zijn vader Hugo de Grote als graaf van Auxerre. Hij legt geen aanspraak op Aquitanië, waar Willem III als hertog terugkeert. Otto's oom Bruno de Grote wordt aangesteld als zijn regent. De 10-jarige Hendrik, de jongste zoon van Hugo de Grote, wordt naar het klooster gestuurd.
- Koning Ordoño III overlijdt in Zamora na een regeerperiode van 5 jaar. Hij wordt opgevolgd door zijn halfbroer Sancho I ("de Vette") als heerser van León.[3]
- Theobald ("de Bedrieger"), graaf van Tours, wordt ook graaf van Châteaudun en Blois-Chartres. Hij benoemt Godfried I als burggraaf van Châteaudun.

### Religie
- Dunstan, een Engelse geestelijke en abt, wordt door koning Edwy ("the All-Fair") verbannen. Hij zoekt zijn toevlucht in Vlaanderen, waar graaf Arnulf I ("de Grote") hem onderdak geeft in de abdij van Blandijnberg.[4]
- Otto I ("de Grote") schenkt de rechten om belasting op zout te heffen aan het plaatselijke Sint-Michaelsklooster van Lüneburg.
- Eerste schriftelijke vermelding van Tongeren gelegen in het hedendaagse Olst-Wijhe (Overijssel).

## Geboren
- Adalbert van Praag, bisschop van Praag (overleden 997)
- Vladimir, grootvorst van het Kievse Rijk (overleden 1015)

## Overleden
- 8 april - Giselbert van Chalon (56), hertog van Bourgondië (r. 952 - 956)
- 19 mei - Ruotbert van Trier, aartsbisschop van Trier (r. 931 - 956)
- 16 juni - Hugo de Grote (59), hertog van Aquitanië (r. 955 - 956)
- Al-Masudi (60), Arabisch historicus, geograaf en wtenschapper
- Fulbert van Kamerijk, bisschop van Kamerijk (r. 933 - 956)
- Ordoño III (30), koning van León (r. 951 - 956)